# Conor Chaplin
Conor Chaplin (Worthing, 16 febbraio 1997) è un calciatore inglese, attaccante dell'Ipswich Town.

## Carriera

### Portsmouth
All'età di 6 anni Chaplin entra a far parte delle giovanili del Portsmouth. Il 3 luglio 2013 gli viene offerto un contratto di due anni.
Il 20 ottobre 2014 firma un contratto professionistico biennale, dopo aver segnato 11 gol in 11 presenze con l'under-18. Fa il suo debutto in League Two il 13 dicembre, subentrando dalla panchina nella partita casalinga contro l'Accrington, persa per 2-3.
Chaplin segna il suo primo gol tra i professionisti l'11 aprile 2015, nella partita persa dalla sua squadra per 3-1 contro il Morecambe. Nell'ultimo match della stagione colleziona la sua prima presenza da titolare, nel pareggio casalingo per 1-1 contro lo York City.
Al termine della stagione viene nominato Apprentice of the Year della League Two.
Chaplin inizia la stagione 2015-2016 come prima riserva dell'attaccante titolare Matt Tubbs, mettendo però in mostra il suo talento con alcuni gol segnati contro le due squadre di Championsip, Derby County e Reading, nei primi due match di Capital One Cup, e riesce ad andare a segno anche nel terzo turno di FA Cup nel match pareggiato 2-2 contro l'Ipswich Town. Segna la sua prima doppietta nella partita vinta 3-1 contro il Barnet, il 12 settembre.
Pur non giocando tutte le partite da titolare, soprattutto in campionato, riesce a concludere la stagione con 11 gol segnati in 38 presenze.
Con l'inizio della stagione 2016-2017 la scelta dell'allenatore Paul Cook di passare al 4-2-3-1 e gli acquisti di Michael Smith, riscattato dopo il prestito, Curtis Main, dal Doncaster Rovers, e Noel Hunt, dal Southend United, rendono accesa la lotta per un posto da titolare in attacco.
A causa di questo affollamento in avanti, Chaplin si ritrova quasi sempre in panchina nelle prime settimane della nuova stagione fino a quando le prestazioni negative di Smith e Main e l'infortunio di Hunt spingono l'allenatore a promuovere titolare il classe '97. Chaplin si fa trovare pronto, andando a segno contro Wycombe, Barnet, Blackpool, Notts County e Cambridge, una striscia positiva che lo vedrà balzare al primo posto nella classifica marcatori.
Con il prosieguo della stagione, Cook schiera i suoi attaccanti a rotazione e Chaplin perde il posto a favore del più dotato fisicamente Smith. Nonostante la cessione di Smith nella finestra di mercato invernale, l'acquisto di Eoin Doyle, preannuncia la permanenza di Chaplin in panchina. Chaplin continua a giocare da subentrato, portando il suo score personale a otto, con un gol da più di 20 metri, che permette al Portsmouth di strappare un pareggio per 1-1 contro il Barnet, il 18 febbraio

## Statistiche

### Presenze e reti nei club
Statistiche aggiornate al 3 luglio 2022.
| Stagione          | Squadra           | Campionato        | Campionato | Campionato | Coppe nazionali | Coppe nazionali | Coppe nazionali | Coppe continentali | Coppe continentali | Coppe continentali | Altre coppe | Altre coppe | Altre coppe | Totale | Totale |
| Stagione          | Squadra           | Comp              | Pres       | Reti       | Comp            | Pres            | Reti            | Comp               | Pres               | Reti               | Comp        | Pres        | Reti        | Pres   | Reti   |
| ----------------- | ----------------- | ----------------- | ---------- | ---------- | --------------- | --------------- | --------------- | ------------------ | ------------------ | ------------------ | ----------- | ----------- | ----------- | ------ | ------ |
| 2014-2015         | Portsmouth        | FL2               | 9          | 1          | FACup+CdL       | 0+0             | 0               | -                  | -                  | -                  | FLT         | -           | -           | 9      | 1      |
| 2015-2016         | Portsmouth        | FL2               | 30+1       | 8+0        | FACup+CdL       | 4+2             | 1+2             | -                  | -                  | -                  | FLT         | 1           | 0           | 38     | 11     |
| 2016-2017         | Portsmouth        | FL2               | 39         | 8          | FACup+CdL       | 1+1             | 0               | -                  | -                  | -                  | FLT         | 1           | 0           | 42     | 8      |
| 2017-2018         | Portsmouth        | FL1               | 26         | 5          | FACup+CdL       | 1+1             | 0               | -                  | -                  | -                  | FLT         | 4           | 0           | 32     | 5      |
| ago. 2018         | Portsmouth        | FL1               | 0          | 0          | FACup+CdL       | 0+1             | 0               | -                  | -                  | -                  | FLT         | -           | -           | 1      | 0      |
| Totale Portsmouth | Totale Portsmouth | Totale Portsmouth | 104+1      | 22+0       |                 | 11              | 3               |                    | -                  | -                  |             | 6           | 0           | 122    | 25     |
| 2018-2019         | Coventry City     | FL1               | 31         | 8          | FACup+CdL       | 1+0             | 0               | -                  | -                  | -                  | FLT         | -           | -           | 32     | 8      |
| 2019-2020         | Barnsley          | FLC               | 44         | 11         | FACup+CdL       | 2+1             | 2+0             | -                  | -                  | -                  | -           | -           | -           | 47     | 13     |
| 2020-2021         | Barnsley          | FLC               | 34         | 4          | FACup+CdL       | 3+2             | 0               | -                  | -                  | -                  | -           | -           | -           | 39     | 4      |
| Totale Barnsley   | Totale Barnsley   | Totale Barnsley   | 78         | 15         |                 | 8               | 2               |                    | -                  | -                  |             | -           | -           | 86     | 17     |
| 2021-2022         | Ipswich Town      | FL1               | 39         | 9          | FACup+CdL       | 4+0             | 1               | -                  | -                  | -                  | FLT         | 4           | 1           | 47     | 11     |
| Totale carriera   | Totale carriera   | Totale carriera   | 253        | 54         |                 | 24              | 6               |                    | -                  | -                  |             | 10          | 1           | 287    | 61     |

## Palmarès

### Club

#### Competizioni nazionali
- Campionato inglese di quarta divisione: 1

Portsmouth: 2016-2017

### Individuale
- Capocannoniere della Football League One: 1

2022-2023 (26 reti, alla pari con Jonson Clarke-Harris)